# Alan Le May
Alan Le May (Indianápolis, 3 de junio de 1899-Los Ángeles, 27 de abril de 1964) fue un escritor, cineasta y militar estadounidense autor de numerosas novelas y cuentos, en su mayoría del género wéstern. Su obra más importante es The Searchers, que fue llevada al cine con el mismo título. Fue también guionista, productor y director de cine, así como guionista de televisión durante las décadas de 1940 y 1950.

## Biografía
Le May nació en Indianápolis en 1899. En 1918, durante la Primera Guerra Mundial, se alistó en el Ejército. Posteriormente continuaría durante unos pocos años su carrera militar en la Guardia Nacional de Illinois, alcanzando el grado de teniente de artillería. En 1919 se licenció en Filosofía por la Universidad de Chicago.
Comenzó su carrera literaria en 1919, con la publicación de su relato policiaco Circles in the Sky en la revista Detective Story Magazine. Continuó publicando relatos en revistas de literatura popular como Sea Stories Magazine, Adventure, Short Stories y Cassell’s Magazine. También colaboró con revistas especializadas en narrativa wéstern, como Thrilling Ranch Stories, Dime Western Magazine y Popular Western. Finalmente sus obras vieron la luz en publicaciones de mayor importancia, como Collier’s y The Saturday Evening Post. En esta última se publicaron inicialmente sus dos novelas más conocidas: The Searchers y The Unforgiven.
A partir de 1940 Le May comenzó a escribir guiones cinematográficos. Colaboró con directores como Cecil B. DeMille, Raoul Walsh, George Marshall, John Sturges o Allan Dwan. Incluso dirigió una película: High Lonesome (1950). En sus últimos años escribió guiones para episodios de algunas series de televisión.

## Filmografía

### Como guionista

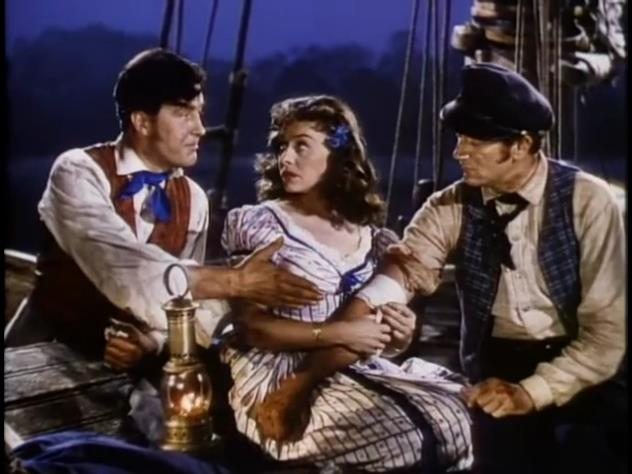
Le May escribió guiones de importantes producciones de Cecil B. DeMille, como Reap the Wild Wind.

- Policía montada del Canadá (1940).
- Reap the Wild Wind (1942).
- La historia del Dr. Wassell (1944).
- Las aventuras de Mark Twain (1944).
- Trailin' West (cortometraje) (1944).
- San Antonio (1945).
- Cheyenne (1947).
- Pistoleros (1947).
- Raíces de pasión (1948).
- Mares de arena (1949).
- The Sundowners (1950).
- High Lonesome (1950).
- Quebec (1951).
- Sueño con Jeanie (1952).
- El pirata Barbanegra (1952).
- Flight Nurse (1953).
- The Vanishing American (1955).

### Como argumentista
Las siguientes películas se basan en relatos de Le May:
- Along Came Jones (1945), basada en Useless Cowboy.
- Rocky Mountain (1950), basada en Ghost Mountain.
- The Searchers (1956), basada en The Searchers.
- The Unforgiven (1960), basada en The Unforgiven.

### Como director
- High Lonesome (1950).